# جامعة الدفاع الوطني (أذربيجان)
جامعة الدفاع الوطني (أذربيجان) - (بالأذرية: Milli Müdafiə Universiteti) هي جامعة عسكرية تأسست عام 2022 وتقع في المقام الأول في باکو، أذربيجان.

## الأكاديميات التابعة
- كلية جمشيد نخجوانسكي العسكرية
- الأكاديمية العسكرية للقوات المسلحة الأذربيجانية
- مركز تدريب الجيش الأذربيجاني
- معهد البحوث العسكرية
- معهد الإدارة العسكرية